# Onthophagus picatus
Onthophagus picatus là một loài bọ cánh cứng trong họ Bọ hung (Scarabaeidae).